# Sandia (gorje)
Gorje Sandia (eng. Sandia Mountains, (tiwa pueblo: posu gai hoo-oo, "gdje se voda spušta niz suho korito") je gorje koje se nalazi u okruzima Bernalillu i Sandovalu, neposredno istočno od grada Albuquerquea u američkoj saveznoj državi Novom Meksiku u jugozapadnom dijelu SAD. Gorje se većim dijelom nalazi unutar nacionalne šume Cibole. Dio gorja zaštićen je kao zaštićena divljina Sandijsko gorje. Najviši vrh je Sandia Crest visok 3255 metara.